# William Eric Bottrill
William Eric Bottrill, kanadski letalski častnik, vojaški pilot in letalski as, * 26. september 1892, Burton on Trent, Anglija, † 6. oktober 1971, Dundas, Ontario.
Poročnik Bottrill je v svoji vojaški službi dosegel 5 zračnih zmag.

## Odlikovanja
- Distinguished Flying Cross (DFC)